# Vaupés
Vaupés es uno de los treinta y dos departamentos que forman la República de Colombia. Su capital es Mitú. Con unos 51 133 habitantes en 2023 es el departamento menos poblado y con 0,94 hab/km², el cuarto menos densamente poblado, por detrás de Amazonas, Vichada y Guainía. 
En su historia territorial, a él integraron los departamentos de Guainía y Guaviare hasta su secesión en 1977. La mayoría de sus habitantes son indígenas. El río Apaporis forma su frontera con los departamentos de Amazonas y Caquetá.

## Historia
El actual territorio del departamento estaba habitado en la época precolombina por numerosos grupos indígenas, muchos de los cuales, gracias al hábitat selvático, sobreviven a los embates de la occidentalización; entre ellos, son los más numerosos los cubeos, desanos, guananos y tukanos, del grupo lingüístico Tukano.
Los primeros conquistadores del territorio fueron Hernán Pérez de Quesada en 1538 y Philip Von Hutten en 1541; durante esta época formaba parte de la provincia de Popayán. Un siglo más tarde llegan las primeras misiones jesuitas (1657) y los carmelitas (1695), provenientes de Brasil. Desde 1750 se fundaron numerosos pueblos misioneros y fuertes portugueses que luego desaparecieron.
El gobierno de la Gran Colombia (1821-1830) lo destinó al departamento de Boyacá y luego pasó a formar parte del Territorio del Caquetá, hasta 1857, cuando, junto con este, fue jurisdicción del Estado Soberano del Cauca y luego (en 1886) del departamento del Cauca.
Desde 1725 en adelante, se registraron las primeras incursiones esclavistas en el Vaupés, que no fueron tan agresivas como en otros lugares de la Amazonía, debido a que las cachiveras o raudales evitaron una propagación masiva de la cacería y endeude de indígenas. No obstante, desde finales del siglo XIX hasta mediados del siglo XX, con el auge de la explotación del caucho varios pueblos del Vaupés fueron esclavizados. El genocidio indígena ejecutado por caucheros causó una fuerte desestructuración del mundo amazónico: tras la llegada de los colonos caucheros y esclavizadores a la Amazonía brasilera, colombiana y peruana, miles de indígenas huyeron selva adentro por temor a ser esclavizados y asesinados.
A partir de 1880 se inició la penetración de misiones franciscanas provenientes del Brasil, que concentraron a los indígenas en aldeas de hasta 2000 habitantes, lo que culminó con revueltas indígenas entre 1910 y 1920. En esta misma época se produjo la expansión de la explotación del caucho, que acarreó la extinción de la mayoría de su población indígena, realizándose la verdadera conquista del territorio.
El decreto 1131 de 1910 creó la Comisaría del Vaupés, segregada del antiguo territorio del Caquetá; entre 1914 y 1917 los misioneros monfortianos realizaron varias fundaciones en el territorio, y desde 1943 se establecieron misiones protestantes. Entre 1969 y 1970, la resistencia indígena apoyada por los misioneros logró expulsar los remanentes de explotación cauchera. Anteriormente, a esta situación, las leyes 18 de 1963 y 55 de 1977 segregaron del Vaupés las comisarías del Guaviare y Guainía, con lo cual la comisaría del Vaupés adquirió su configuración actual. La constitución de 1991 la elevó a la categoría de departamento.
Hasta 1936, la capital de Vaupés fue Calamar (hoy parte del departamento de Guaviare), pero la necesidad de afirmar la soberanía en la frontera con Brasil hizo que la capital se trasladara a la recién creada población de Mitú, sobre el río Vaupés, muy cerca de la frontera.
En 1973 los pueblos indígenas crearon el Consejo Regional Indígena del Vaupés (CRIVA), teniendo como eje la defensa del territorio, sus derechos ancestrales y las formas de gobierno propio. 
En 1998, la guerrilla de las Fuerzas Armadas Revolucionarias de Colombia - Ejército del Pueblo (FARC-EP) realizó la Toma de Mitú, capital del departamento, la cual fue retomada días después por la Fuerza Pública.Los bombardeos aéreos destruyeron casi por completo la ciudad durante esta operación.

## Geografía

### Límites
Vaupés está delimitado al oriente con Brasil y el resto con sus vecinos departamentales:
| Noroeste: Guaviare (Río Papanaua)      | Norte: Guaviare (Río Papanaua) | Nordeste: Guainía (Río Isana)                                                                                 |
| Oeste: Guaviare (Caños Tapurú y Arara) |                                | Este: Brasil Estado de Amazonas (Meridiano 69°, 7' Oeste), (Ríos Vaupés y Papurí), (Meridiano 70°, 05' Oeste) |
| Suroeste: Caquetá (Río Apaporis)       | Sur: Amazonas (Río Apaporis)   | Sureste: Brasil Estado de Amazonas (Río Taraira)                                                              |

### Fisiografía

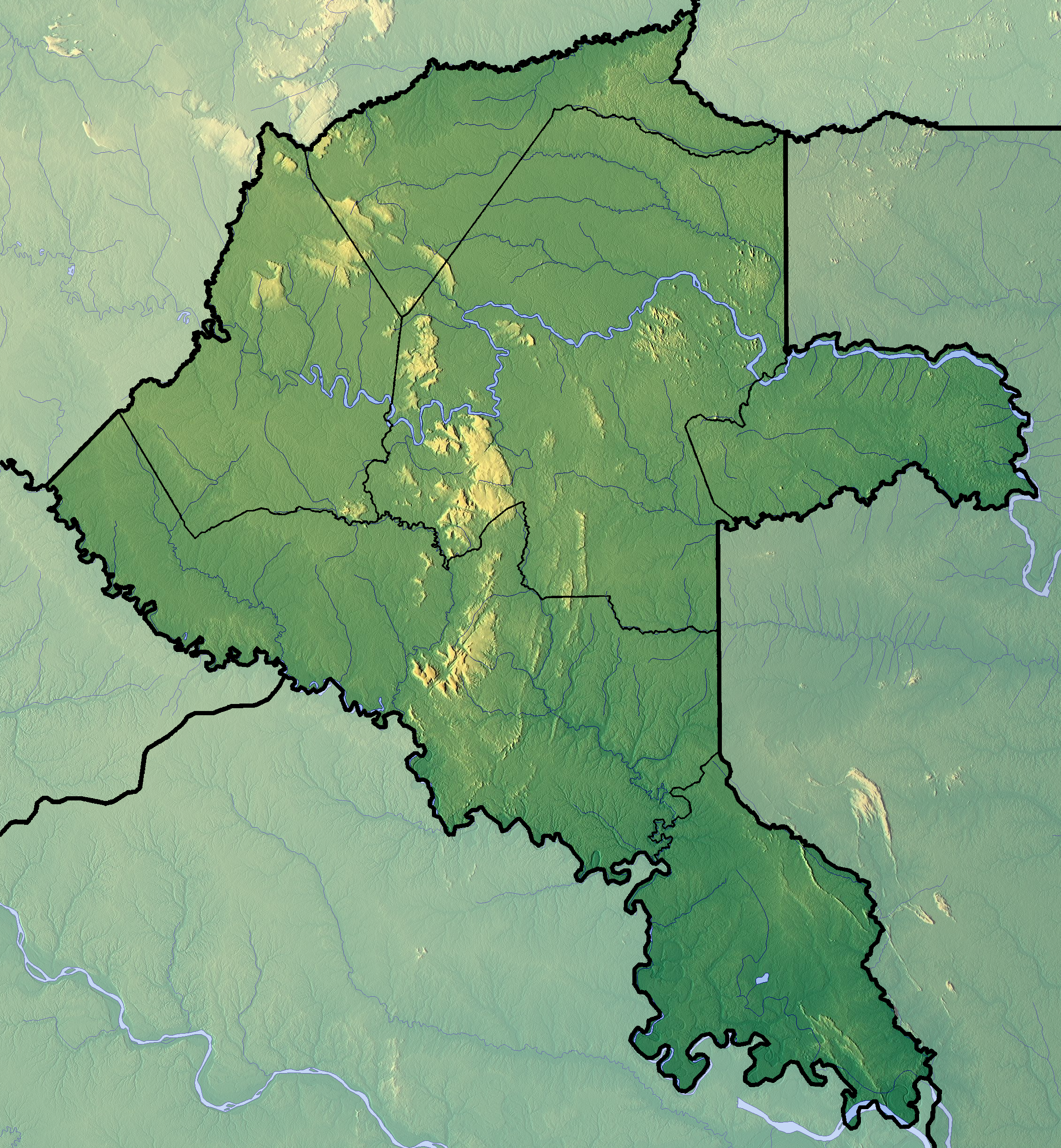
Mapa físico del Vaupés.

Vaupés ocupa un sector de transición entre las llanuras secas de la Orinoquia al norte, y la selva húmeda amazónica al sur. Sus temperaturas oscilan entre 25 y 30 °C. Vaupés comparte con el departamento del Guaviare la Reserva nacional natural Nukak.
La belleza de sus paisajes naturales y la riqueza de fauna y flora ofrecen un cierto atractivo turístico, que incluye especies únicas de fauna y flora. Los principales cultivos son yuca, maíz, plátano, ñame y frutas silvestres. Se explotan recursos mineros como el oro y la ilmenita.
Al estar ubicado en la selva amazónica, el Vaupés carece de vías terrestres para su comunicación y solo es posible llegar hasta su capital por vía fluvial (especialmente por el río Vaupés) o aérea, contando así pequeños aeródromos en varias de sus comunidades o poblados indígenas, que le permiten la conexión con Mitú, y desde allí con Bogotá u otras regiones.
El gobierno planea incentivar la repoblación del departamento ofreciendo créditos para pequeños empresarios y ganaderos.[cita requerida]

### Hidrografía
El departamento está regado por un sinnúmero de ríos, todos ellos pertenecientes a la gran cuenca amazónica. El río Vaupés atraviesa de oeste a este el departamento y sirve de vía de comunicación entre varios poblados ribereños. También bañan la región los ríos Papunaua, Suruby Suruí, Querarí, Cuduyarí, Pacoa, Taraira o Traira, Isana, Cananarí, Pacoa, Papurí, Pira Paraná, Tiquíe, Apaporis, Mambú y Ujca o Vica; las quebradas Jotabeyá, Cotudo, Inambú, y los caños Carurú, Lindala, Tatú, Colorado, Comeyacá, Tí, Tuí, Cubiyú, Paraná Pichuna, Alsacia, Chontaduro, Macú, Cuyucuyu, Aceite, Bacatí, Arara, Guiramiri y Umarí.

## División político-administrativa

Mapa político del Vaupés.

El departamento del Vaupés está dividido en 3 municipios (Carurú, Mitú y Taraira), 3 áreas no municipalizadas (Pacoa, Papunaua y Yavaraté) y 29 centros poblados.

### Rama judicial
El departamento del Vaupés está en el circuito judicial de Mitú y por ende bajo jurisdicción del distrito judicial de Villavicencio.

## Demografía
| Evolución de la población del departamento del Vaupés (1938-2025)         |
|                                                                           |
| Población según censo. Población según proyección.Fuente: Statoids. DANE. |

### Etnografía
- Amerindios o indígenas (66,63%)
- Mestizos y blancos (31,81%)
- Negros o afrocolombianos (1,55%)
- Gitanos (0,01%)

### Inmigración
El más reciente censo general de la nación, realizado por el Departamento Administrativo Nacional de Estadística de Colombia (DANE), presenta los siguientes resultados acerca del país de nacimiento de los habitantes del departamento de Vaupés:
| N.º        | País       | Población |
| ---------- | ---------- | --------- |
| 1          | Venezuela  | 74        |
| 2          | Brasil     | 57        |
| 3          | Ecuador    | 12        |
| No informa | No informa | 6         |
| Otros      | Otros      | 7         |
| Total      | Total      | 156       |

## Economía
La actividad económica es principalmente agrícola, siendo los principales cultivos yuca brava, yuca dulce, maíz, plátano, ñame y frutas silvestres. Existen también cultivos ilegales de hoja de coca, materia prima para la elaboración de drogas como la cocaína, cuyo control buscan ejercer organizaciones al margen de la ley. En el interior se explotan recursos mineros como el oro, del que una parte se explota de manera ilegal; es posible encontrar en el subsuelo mineral de coltan en un escaso porcentaje, pero que, por su alto precio en el mercado internacional, no deja de ser atractivo para la explotación ilegal. (la explotación de este mineral está prohibida por el gobierno colombiano aún de manera legal).
También se desarrollan la pesca y la explotación forestal como principales actividades económicas del departamento. En cuanto a la producción artesanal, la principal es la cestería, actividad realizada por la población indígena y luego comercializada en el municipio de Mitú y el centro poblado Monfort, en el área no municipalizada de Yavaraté.

### Turismo

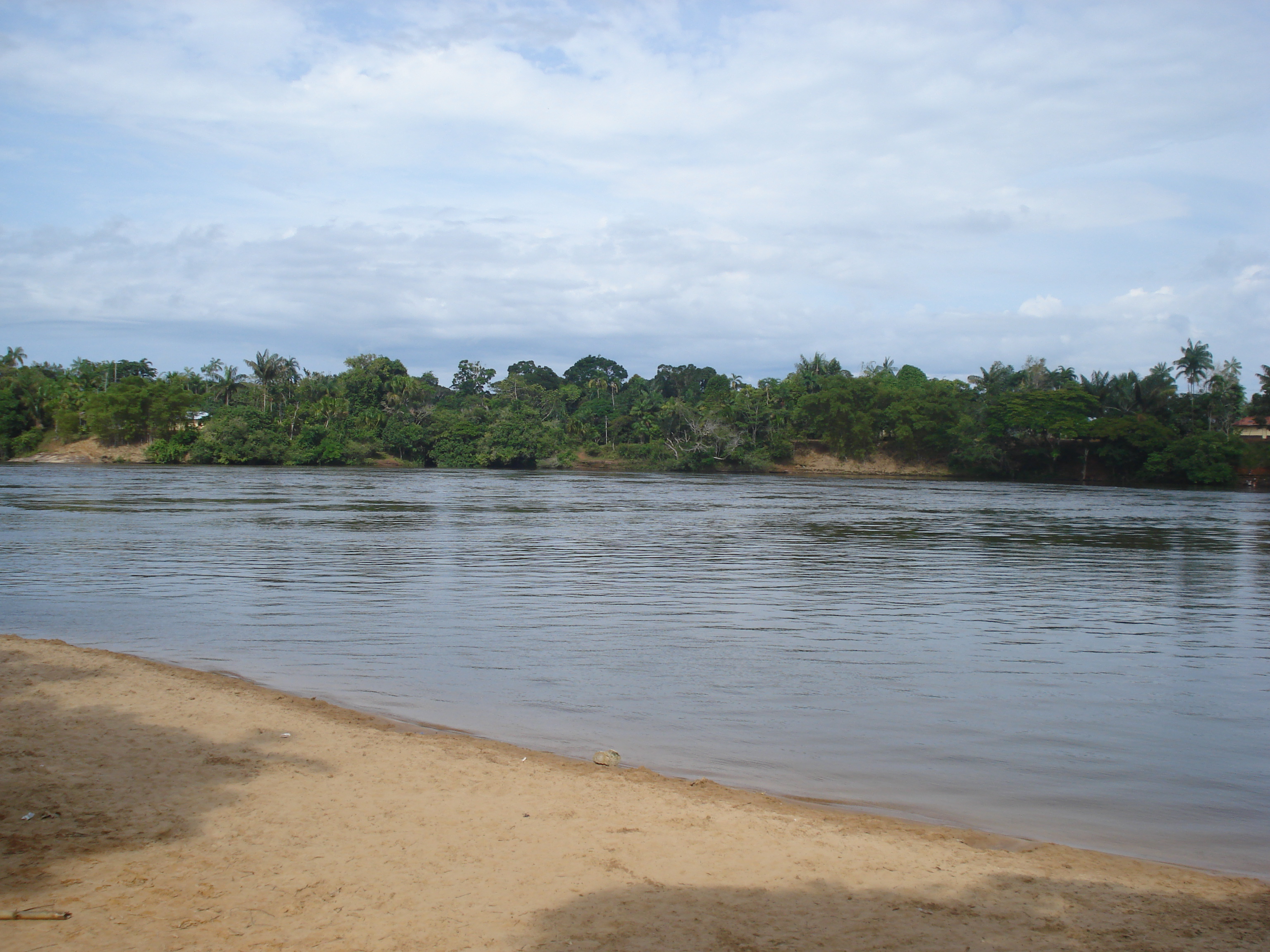
Playa sobre el río Vaupés frente a la ciudad de Mitú.

El turismo se convirtió en un factor potencial del departamento gracias a sus atractivos naturales y su riqueza cultural ancestral, La región posee dentro de sus principales destinos lugares majestuosos como el Raudal del Jirijirimo (enlace roto disponible en Internet Archive; véase el historial, la primera versión y la última)., el cerro Way Reariku, el cerro de Urania, caño Cucura, Cachivera de Waracapuri, y también atractivos culturales como las danzas tradicionales de las culturas indígenas, el Vaupés ha sido sede de rodajes de diferentes películas y documentales como «El abrazo de la serpiente», «Jirijirimo secretos de la selva», entre otras.